# 金滩站
金滩站位于湖南省娄底市新化县炉观镇金滩村，是沪昆铁路上的一座火车站，始建于1970年。车站目前由中国铁路广州局集团娄底车务段管辖，为四等站，不办理客运业务。办理专用线货物发到。

## 站内设施
有通往芦茅江煤矿的专用线，全长1521米，中部设存车线一股，长386.8米。